# Instituto General Tomás Herrera
El Instituto General Tomás Herrera (IGTH), es una escuela militar de Panamá. Fundada el 4 de mayo de 1974 e inspirada en un modelo del Colegio Militar Leoncio Prado. Lleva su nombre en honor al general panameño Tomás Herrera, quien comandó y creó el Estado Libre del Istmo. 
El 20 de diciembre de 1989, durante la invasión de Panamá, el instituto fue bombardeado y atacado por el Ejército de Estados Unidos y posteriormente se ordenó su cierre y clausura. El 28 de enero de 2020, la Gaceta Oficial de Panamá aprueba el Decreto Ejecutivo N° 74 que reabre el Instituto Militar General Tomás Herrera; con el nuevo nombre de Instituto General Tomás Herrera.

## Objetivo
Fue ideada como una escuela con un enfoque disciplinario, donde se pudiera inculcar la disciplina y el amor a la patria a los jóvenes para alejarlos de los malos vicios y las malas prácticas, y así mismo también enseñarles conocimiento relacionado con las ciencias.
Su principal objetivo es difundir la identidad nacional y el amor a la patria a través de la formación y la disciplina, contribuyendo al desarrollo integral de los ciudadanos panameños.

## Historia

### Antecedentes

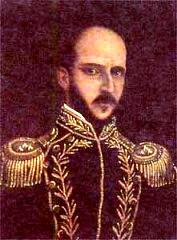
Tomás Herrera, persona en honor al cual el instituto recibe su nombre.

En 1973 un grupo de militares panameños viajó a Cuba para celebrar los 15 años de la revolución cubana. Al regresar a Panamá el general Omar Torrijos Herrera les cuestionó sobre alguna información nueva, a lo que el coronel Rogelio Alba respondió con comentarios sobre una especie de internado que había visto en la Isla de la Juventud, donde se enseñaba disciplina a los jóvenes. Al coronel Alba le gustó la educación que recibían los estudiantes. La reunión terminó y la historia del coronel no trascendió más de ahí. 
Más tarde, en febrero del año siguiente, el coronel Alba fue llamado a la comandancia general en la ciudad de Panamá para informarle que el general Torrijos quería fundar una escuela en base a la historia del internado que el coronel Alba relató al regresar de Cuba. Entonces se le informó que sería el director del colegio y que trabajaría con otros cargos y funcionarios para dirigir el centro. Decidieron ponerle por nombre General Tomás Herrera en honor al general panameño que comandó y creó el Estado Libre del Istmo.

### Fundación
El 4 de mayo de 1974 se inauguró el Instituto Militar General Tomás Herrera en una antigua base militar del Ejército de Estados Unidos en Río Hato. El instituto fue supervisado y patrocinado por la Guardia Nacional. Su primer director fue el coronel Rogelio Alba. Si bien los estudiantes de la primera promoción no mostraban buen comportamiento, con el paso del tiempo y según su testimonio logró enseñar la disciplina a los estudiantes, Alba afirmó que la mayoría de los estudiantes cambiaron su actitud a una nueva imagen más responsable y disciplinada. Los estudiantes de la primera promoción se graduaron en 1976.

### Cierre y Clausura
El 20 de diciembre de 1989, cuando inició la invasión de Panamá, el director del instituto, Francisco Porras y otras autoridades se encargaron de la seguridad de los estudiantes que se encontraban en los planteles. El Ejército de Estados Unidos bombardeó y posteriormente atacó la base militar de Río Hato donde se encontraba el instituto, como parte de la Operación Causa Justa. Posteriormente durante el gobierno del recién juramentado presidente de Panamá Guillermo Endara Galimany se ordena y se da paso al cierre y clausura del Instituto Militar General Tomás Herrera.

### Reapertura
Treinta años después de la Invasión de Panamá, el 28 de enero de 2020 egresados del antiguo Instituto Militar General Tomás Herrera y líderes de la Fundación Pública General Tomás Herrera logran que la Gaceta Oficial de la República de Panamá apruebe el Decreto Ejecutivo N° 74 que reabre el Instituto Militar General Tomás Herrera con el nuevo nombre de Instituto General Tomás Herrera, excluyendo la palabra "Militar". El instituto reabrió sus puertas el 2 de marzo de 2020, iniciando con 115 estudiantes.

## Ubicación

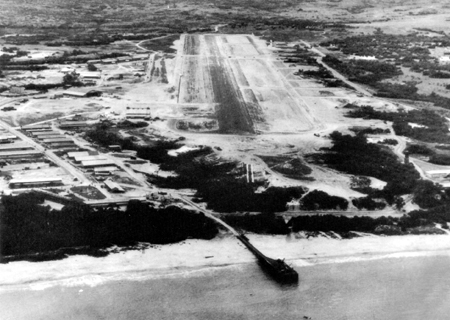
Vista panorámica de la antigua base militar de Río Hato bajo control estadounidense en 1940.

Durante toda su existencia, el Instituto Militar General Tomás Herrera siempre estuvo ubicado en la antigua base militar de las Fuerzas de Defensa de Panamá en Río Hato, en la provincia de Coclé. Con la invasión de Panamá, la base militar fue bombardeada y atacada y con el desmantelamiento de las Fuerzas de Defensa de Panamá dejó de ser una base militar. El actual Instituto General Tomás Herrera se ubica otra vez donde estuvo la antigua base militar de las Fuerzas de Defensa de Panamá en Río Hato, Coclé, más exactamente en Playa Farallón.

### Instalaciones
Las instalaciones del Instituto General Tomás Herrera están conformadas por varios edificios que anteriormente eran la sede de Centro de Desarrollo Sostenible Ambiental y que previamente albergaban al antiguo Instituto Militar General Tomás Herrera. Junto a las instalaciones del instituto se encuentra la pista de despegue del Aeropuerto Internacional Scarlett Martínez.

## Requisitos de ingreso
Los requisitos de ingreso serán publicados en el Instagram del Instituto @inst.generaltomasherrera.

## Programa de estudio
El programa de estudios del Instituto General Tomás Herrera está enfocado en la formación académica para obtener el título de bachiller en ciencias. También tiene una formación académica y el implemento de un bachiller en ciencias. En general, el programa de estudio incluye la enseñanza de temas diversos basados en el bachillerato en ciencias y tecnología, además de patriotismo y de virtudes cívicas como paz, solidaridad, disciplina y trabajo.